# Poa pannonica
Poa pannonica är en gräsart som beskrevs av Anton Joseph Kerner. Poa pannonica ingår i släktet gröen, och familjen gräs. Inga underarter finns listade i Catalogue of Life.